# Eichenau (Bawaria)
Eichenau – miejscowość i gmina w Niemczech, w kraju związkowym Bawaria, w rejencji Górna Bawaria, w regionie Monachium, w powiecie Fürstenfeldbruck. Leży około 7 km na wschód od Fürstenfeldbruck, przy linii kolejowej Monachium – Memmingen.

## Demografia
Dane o ludności z 31 grudnia 2008:
| Opis                                | Ogółem | Ogółem | Kobiety | Kobiety | Mężczyźni | Mężczyźni |
| ----------------------------------- | ------ | ------ | ------- | ------- | --------- | --------- |
| Jednostka                           | osób   | %      | osób    | %       | osób      | %         |
| Populacja                           | 11 848 | 100    | 6161    | 52      | 5687      | 48        |
| Wiek przedprodukcyjny (0–17 lat)    | 2218   | 18,72  | 1089    | 9,19    | 1129      | 9,53      |
| Wiek produkcyjny (18–65 lat)        | 7011   | 59,17  | 3628    | 30,62   | 3383      | 28,55     |
| Wiek poprodukcyjny (powyżej 65 lat) | 2619   | 22,1   | 1444    | 12,19   | 1175      | 9,92      |

## Polityka
Wójtem gminy jest Hubert Jung z CSU, rada gminy składa się z osób.
|      | CSU | SPD | FW | FDP | Zieloni | Razem |
| 2008 | 10  | 5   | 5  | 1   | 3       | 24    |
| 2002 | 12  | 8   | 3  | 1   | -       | 24    |

## Współpraca
Miejscowości partnerskie:
- Budrio, Włochy
- Scharfenstein – dzielnica Drebach, Saksonia
- Wyszogród, Ukraina

## Oświata
W gminie znajdują się dwie szkoły podstawowe oraz jedna Hauptschule.